# ネットチェンジ
ネットチェンジは、放送局がそれまでの系列（→放送ネットワーク、ニュース系列）と異なる系列に変わることを指す。
ここでは主に日本での事情・事例について記す。

## 概説
日本では1960年代になってテレビの全国ネット（→ネットワーク (放送)、ニュース系列）が確立されてくると、全国紙を発行する新聞社と東京キー局相互の連携も強化されるようになった。また地方局も東京キー局とその関連の新聞社の系列に入るようになる。しかし大阪では、朝日新聞社と関わりの深いNET（現：テレビ朝日）系列（ANN）に毎日放送（MBS）が、毎日新聞社と関わりの深いTBS系列（JNN）に朝日放送（ABC）が参加する状態が長く続いた。こうした現象を解消するため、1975年3月31日、ABCはテレビ朝日系列に、MBSはTBS系列にネットチェンジし、ねじれ現象、いわゆる腸捻転が解消された。
1989年から1990年代にかけて、それまで1 - 3局しかなかった地方放送の4局化構想（→民放テレビ全国四波化）に基づき、主としてANNの新局中心に地方新局（いわゆる平成新局）が相次いで誕生した。これに伴い、NNN/NNS、JNNの各系列では、系列内のクロスネットを解消してフルネットへ移行することでネットチェンジを行う放送局が増えた。放送局によっては、ネットチェンジやクロスネット解消から一定期間、ネットチェンジ前もしくは脱退した系列の番組を放送したケースも存在した。
以下では、系列局（ネットワーク）の変更事例の他に、クロスネットの解消例も挙げる。

## テレビ局

### ネットチェンジの事例
- 1959年
  - 日本海テレビジョン放送 - ラジオ東京（KRT、現：TBSテレビ）系列から日本テレビ系列中心に切替。
- 1964年
  - テレビ西日本 - 日本テレビ系列からフジテレビ系列に切替。
  - 九州朝日放送 - フジテレビ系列主体のクロスネットからNETテレビ系列単独ネットに切替（上述のテレビ西日本のネットチェンジのため）。
  - 山口放送関門テレビ - 事実上の独立局から、徳山本局と同じ日本テレビ系列になる（後述）。
- 1971年
  - 福島テレビ・福島中央テレビ - 日本テレビ系列、フジテレビ系列のネット交換[注 3]。
- 1972年
  - テレビ宮崎 - 形式上は独立放送局として1970年に開局したが[注 4]、この年に正式にFNSに加盟。その後1973年にFNN、1976年にANN、1979年にNNNに加盟。
- 1973年
  - 名古屋放送（現：名古屋テレビ放送） - 日本テレビ系列主体のクロスネットからNETテレビ系列単独ネットに切替。
  - 中京テレビ放送 - NETテレビ系列から日本テレビ系列に切替（上述の名古屋放送のクロスネット解消のため）。
- 1975年
  - 毎日放送（MBSテレビ）・朝日放送（ABCテレビ） - TBS系列、NETテレビ系列のネット交換。
  - 青森テレビ - NETテレビ系列主体のクロスネットからTBS系列単独ネットに切替[注 5]。
- 1983年
  - 福島テレビ - TBS系列主体のクロスネットからフジテレビ系列単独ネットに切替[注 5]。
- 1993年
  - 山形テレビ - フジテレビ系列からテレビ朝日系列に切替。山形テレビは1975年から1979年まで、フジテレビ系列とNETテレビ→テレビ朝日系列のクロスネットであったが、後述の通り、1979年からはフジテレビ系列単独加盟局に戻っていた。

### クロスネット解消の事例
- ○ - その放送局のメインネットワーク局。
- ▲ - 同一地域においての新規開局に伴うもの（ただし、同一地域の既存局のネットチェンジや隣県局の放送電波のみ乗り入れは含まず）。
- ※ - 正式なクロスネットではないもの。

| 年     | 放送局                                                             | 解消前                                           | 解消後                         | 備考 |
| ------ | ------------------------------------------------------------------ | ------------------------------------------------ | ------------------------------ | --- |
| 1958年 | 大阪テレビ放送▲※ （現：朝日放送テレビ）                            | ラジオ東京系列○ （現在のTBS系列） 日本テレビ系列 | ラジオ東京系列                 | 読売テレビ開局に伴うもの。 |
| 1960年 | 北海道放送 中部日本放送 （現：CBCテレビ） RKB毎日放送              |                                                  | 日本テレビ系列番組の放送を中止 | 全て※ JNN基幹5社（ラジオ東京系列）の「五社連盟」発足による。 スポンサードネット・番組販売ネットといわゆる「系列」によるネットワークを整理統合した例。                                              |
| 1960年 | 札幌テレビ放送 東海テレビ放送 関西テレビ放送 毎日放送 テレビ西日本 |                                                  | ラジオ東京系列番組の放送を中止 | 全て※ JNN基幹5社（ラジオ東京系列）の「五社連盟」発足による。 スポンサードネット・番組販売ネットといわゆる「系列」によるネットワークを整理統合した例。                                              |
| 1962年 | 東海テレビ放送▲※                                                   | フジテレビ系列○ 日本テレビ系列 NETテレビ系列     | フジテレビ系列                 | 名古屋放送（現：名古屋テレビ）の開局に伴うもの。 |
| 1962年 | 札幌テレビ放送※                                                    | 日本テレビ系列○ NETテレビ系列                    | 日本テレビ系列○ フジテレビ系列 | NETテレビ系列番組の大半は午前中の学校放送。フジテレビとは翌1963年に正式にネット協定を締結。 |
| 1964年 | 九州朝日放送                                                       | フジテレビ系列○ NETテレビ系列                    | NETテレビ系列                  | テレビ西日本のネットチェンジに伴うもの。ニュースネットはNETテレビ系列中心だった。 なお、学校放送→民教協番組は現在に至るまでRKB毎日放送のまま。                                                     |
| 1970年 | 仙台放送▲                                                          | フジテレビ系列○ 日本テレビ系列                   | フジテレビ系列                 | 宮城テレビ放送開局に伴うもの。 |
| 1972年 | 札幌テレビ放送▲                                                    | 日本テレビ系列○ フジテレビ系列 （ニュースのみ※） | 日本テレビ系列                 | 北海道文化放送開局に伴うもの。 |
| 1973年 | 名古屋放送 （現：名古屋テレビ放送）                                | 日本テレビ系列○ NETテレビ系列                    | NETテレビ系列                  | |
| 1975年 | 青森テレビ                                                         | TBS系列 NETテレビ系列○ （ニュースのみ※）         | TBS系列                        | ニュースネットワークは厳密にはANN単独加盟だったが、開局当初からJNNニュースのネット受けと報道取材にも参加しており、実際の番組編成はTBS系番組に傾斜していた。 JNNはANN離脱と同時に正式加盟している。 |
| 1975年 | 広島テレビ放送▲                                                    | フジテレビ系列○ 日本テレビ系列                   | 日本テレビ系列                 | テレビ新広島開局に伴うもの。 広島ホームテレビ開局前から開局後も、ごく一部NETテレビ系列の番組も放送。                                                                                               |
| 1975年 | 宮城テレビ放送▲                                                    | 日本テレビ系列○ NETテレビ系列                    | 日本テレビ系列                 | 東日本放送開局に伴うもの。 |
| 1979年 | 静岡県民放送▲ （現：静岡朝日テレビ）                               | テレビ朝日系列○ 日本テレビ系列 （一般番組のみ※） | テレビ朝日系列                 | 静岡第一テレビ開局に伴うもの。 |
| 1979年 | 岡山放送                                                           | フジテレビ系列○ テレビ朝日系列                   | フジテレビ系列                 | 岡山県と香川県の電波相互乗り入れに伴うもの。 テレビ朝日系列は瀬戸内海放送に統一。 |
| 1980年 | テレビ岩手                                                         | 日本テレビ系列○ テレビ朝日系列                   | 日本テレビ系列                 | |
| 1980年 | 山形テレビ                                                         | フジテレビ系列○ テレビ朝日系列                   | フジテレビ系列                 | ただし、1993年にテレビ朝日系列に戻る。 なお、ニュース関連に関しては、1979年6月をもってANNニュースを打ち切り、同年7月からFNNに統一された。                                                          |
| 1981年 | 福島中央テレビ▲                                                    | 日本テレビ系列○ テレビ朝日系列                   | 日本テレビ系列                 | 福島放送開局に伴うもの。 |
| 1983年 | 新潟総合テレビ▲ （現：NST新潟総合テレビ）                          | テレビ朝日系列○ フジテレビ系列                   | フジテレビ系列                 | 新潟テレビ21開局に伴うもの。 テレビ新潟開局前の1981年までは日本テレビ系列との3系列のクロスネットで、主体はテレビ朝日だった。                                                                       |
| 1983年 | 福島テレビ▲                                                        | TBS系列○ フジテレビ系列 （ニュースのみ※）        | フジテレビ系列                 | テレビユー福島開局に伴うもの。 JNNはテレビユー福島開局（12月）と同時ではなく、同年4月に離脱している。                                                                                              |
| 1987年 | 秋田テレビ                                                         | フジテレビ系列○ テレビ朝日系列                   | フジテレビ系列                 | |
| 1987年 | テレビ山口                                                         | TBS系列○ フジテレビ系列 （ニュースのみ※）        | TBS系列                        | なお、開局から1978年まではテレビ朝日系列との3系列のクロスネットだった。 |
| 1989年 | テレビ熊本▲                                                        | フジテレビ系列○ テレビ朝日系列                   | フジテレビ系列                 | 熊本朝日放送開局に伴うもの。 熊本県民テレビ開局前の1982年までは日本テレビ系列（一般番組は※）との3系列のクロスネットだった。                                                                        |
| 1991年 | テレビ長崎▲                                                        | 日本テレビ系列○ フジテレビ系列 （一般番組のみ※） | フジテレビ系列                 | 長崎国際テレビ開局に伴うもの。NNNは長崎国際テレビ開局の半年前の1990年10月に離脱している。 NNS非加盟でありながら、NNN離脱直前は日本テレビ系列優勢の編成となっていた。                               |
| 1991年 | テレビ信州▲                                                        | 日本テレビ系列○ テレビ朝日系列 （一般番組のみ※） | 日本テレビ系列                 | 長野朝日放送開局に伴うもの。 |
| 1991年 | 青森放送▲                                                          | 日本テレビ系列○ テレビ朝日系列                   | 日本テレビ系列                 | 青森朝日放送開局に伴うもの。 |
| 1993年 | 山形放送                                                           | 日本テレビ系列○ テレビ朝日系列                   | 日本テレビ系列                 | 山形テレビのネットチェンジに伴うもの。 |
| 1993年 | 山口放送▲                                                          | 日本テレビ系列○ テレビ朝日系列                   | 日本テレビ系列                 | 山口朝日放送開局に伴うもの。 |
| 1993年 | テレビ大分▲                                                        | 日本テレビ系列○ フジテレビ系列 テレビ朝日系列    | 日本テレビ系列○ フジテレビ系列 | クロスネットの完全解消ではないが、大分朝日放送開局に伴うもの。 |
| 1994年 | 鹿児島テレビ放送▲                                                  | 日本テレビ系列○ フジテレビ系列                   | フジテレビ系列                 | 鹿児島読売テレビ開局に伴うもの。 鹿児島放送開局前の1982年まではテレビ朝日系列との3系列のクロスネットだった。                                                                                       |

### 近畿広域圏におけるいわゆる大阪準キー局「腸捻転」の解消
大阪は朝日新聞、毎日新聞などの有力全国紙の発祥の地だが、後発メディアのテレビは既存の新聞社とは関係を持ちつつも、やや距離をおき、多くは先発のラジオ局と深い関係を持ちながら独自に発展していった。その後は徐々に新聞社との対応関係を確立していったが、その過程で発生したのが、いわゆる「腸捻転」問題とその解消である。
大阪では大阪テレビ放送（OTV）→朝日放送（ABC）=ラジオ東京（KRT）→東京放送（TBS、現：TBSテレビ）、毎日放送（MBS）=日本教育テレビ（NETテレビ、現：テレビ朝日） という関係が続いていたが、1975年3月31日にTBS=毎日放送、日本教育テレビ=朝日放送と系列が変更された。これを「腸捻転解消」と呼ぶ。
| 新聞社             | 朝日新聞              | 毎日新聞        |
| 関東（キー局）     | 日本教育テレビ（NET） | 東京放送（TBS） |
| 関西（チェンジ前） | 毎日放送（MBS）       | 朝日放送（ABC） |
| 関西（チェンジ後） | 朝日放送（ABC）       | 毎日放送（MBS） |

| 放送局                                     | NTV系       | TBS系       | フジ系      | NET系      | その他     |
| ------------------------------------------ | ----------- | ----------- | ----------- | ---------- | ---------- |
| 毎日放送                                   |             | 000時間20分 | 000時間10分 | 94時間55分 | 31時間35分 |
| 朝日放送                                   |             | 102時間55分 |             | 03時間00分 | 24時間25分 |
| 関西テレビ                                 |             |             | 103時間00分 |            | 25時間15分 |
| 読売テレビ                                 | 106時間15分 |             |             |            | 16時間25分 |
| KBS                                        |             |             |             | 37時間45分 | 74時間55分 |
| サンテレビ                                 |             |             |             | 23時間35分 | 75時間15分 |
| 原典：TBSテレビ番組参照表（昭和44年4月度） |             |             |             |            |            |

#### 朝日放送から見た歴史
- 1958年6月、朝日放送テレビ（ABCテレビ）の前身、大阪テレビ放送（OTV、JOBX-TV、6ch）はラジオ東京（KRT、後のTBSテレビ）・中部日本放送（CBC）・北海道放送（HBC）・RKB毎日放送（RKB）とニュースネットワークに関する協定を締結。テレビニュースはラジオ東京をキー局とした。
- 8月28日、讀賣テレビ放送（YTV）の開局に伴い、一般番組もラジオ東京との単独ネットになった。
- 1959年6月1日、朝日放送は大阪テレビ放送を合併（合併に先立ち、同年3月1日より「朝日放送大阪テレビ」（ABC-OTV）として放送）。
- 8月1日、テレビニュースのネットワークとしてラジオ東京をキー局とするJNNに加盟。
- 1960年2月1日、ラジオ東京（KRT）・中部日本放送（CBC）・RKB毎日放送（RKB）と「四社連盟」を発足。3月1日、北海道放送（HBC）も加わり「五社連盟」に。以降、関西地区でのラジオ東京系列の番組はすべて朝日放送から放送されることとなった。それまではスポンサーの都合などで毎日放送（MBS）や関西テレビ（KTV）からもラジオ東京系列の番組が放送されていた。
- 1963年1月、朝日新聞社の役員会で、日本教育テレビ（NETテレビ）をキー局とする全国朝日新聞社系列テレビネットワークの構築が決定。
- 1964年1月、朝日新聞社代表取締役の広岡知男が朝日放送を訪れ、キー局をNETテレビに切り替えるよう要請。しかし、朝日放送は反対理由を挙げて拒絶した。
- 1974年4月25日、朝日新聞社の広岡社長は、朝日放送が挙げた反対理由のうち、毎日放送の業績以外の項目をことごとく潰した上で、正式にテレビネットワークをNETテレビ系列のANNに切り替えるよう要請[4]。
- 1974年11月18日、この動きを察知した東京放送（TBS）の諏訪博社長が、朝日放送の原清社長に対し、業務提携の解除とテレビネットワークの打ち切りを通告。
- 1974年11月19日、関係4局がネットチェンジを発表[4]。
- 1975年3月31日、ネットチェンジが行われ、テレビネットワークは現在に至る。

なお、JNNとして最後に放送されたニュース番組は前日放送の週末最終版の『JNNニュース』（※『JNNニュースデスク』はネットチェンジ当時は平日のみの放送）で、ANNとして最初に放送されたニュース番組は当日から放送開始の『ANNニュースセブン』である。

##### 朝日放送と大阪テレビ放送との合併について
大阪テレビ放送（OTV）は、新日本放送（NJB）（1958年、毎日放送（MBS）に社名変更）・朝日放送・毎日新聞社・朝日新聞社との合弁事業であったが、開局後、独立色の強いテレビ局となっていった。その一方で、近畿広域圏テレビ増波の知らせを聞きつけた新日本放送と朝日放送は競って免許申請を行い、お互い独自でテレビ開局を目指していた。
事態の収拾を行うために、新日本放送の高橋信三が関西財界きっての長老である小林一三に相談したところ、小林は「くじで決めるのが一番だ。くじというのは神の声だ」と返答した。それを聞いた高橋が新日本放送社長の杉道助に進言した結果、後日、その杉と朝日放送の飯島幡司の両代表者が大阪市内のホテルの一室にてジャンケンを行い、くじ引きをしてどちらかが免許申請をして、もう片方が大阪テレビ放送との合併をするか決め、その結果、新日本放送が免許申請を行い、朝日放送が大阪テレビ放送との合併を行うこととなった。
この説については、新日本放送の後身である毎日放送側は事実だとしているが、朝日放送側、特に原清は「面白おかしくした話で信用しがたい」としてこれを否定している。原によれば、元来、大阪テレビ放送は朝日放送に合併させるつもりであったという。
当時、電波行政を掌握していた人物が郵政大臣であった田中角栄であり、この田中角栄に朝日新聞社の当時の電波担当役員・永井大三が「福岡県のテレビ免許は九州朝日放送に与えてほしい。近畿広域圏では朝日放送と大阪テレビ放送を合併させてほしい。中京広域圏は他社との合弁会社にテレビ免許が降りてもやむを得ない」と陳情し、また毎日新聞社の実力者であった田中香苗は、田中角栄に「近畿広域圏は新日本放送にテレビ免許を与えてくれ」と陳情したのに対し、田中角栄は「テレビ免許はラジオ局に降ろすのではない。新聞社に降ろすのだ」とし、また「新日本放送から（大株主でありながら関西テレビ放送《設立当初は大関西テレビ放送》の開局にも携わっていた）阪急資本を追い出せ」と対応したとされる。
つまりは出来レースであり、上述の「ジャンケンくじ引き」がなくとも、朝日放送が大阪テレビ放送を合併して新日本放送が新免許申請をするのは既定路線であった、というのが原ら朝日放送側の主張である。
後日、田中角栄はこの結果「腸捻転」が発生したことに気付き、その解消に腐心することとなる。

##### 朝日放送がネットチェンジを拒絶した理由
- 教育専門局に過ぎない（当時）NETテレビをキー局とすると、営業面で制約が生じて不利となる。
- 朝日新聞社は「NETテレビをキー局に全国朝日新聞社系列テレビネットワークを構築する」というが、そのNETテレビには朝日新聞社以外に日本経済新聞社の資本も入っている。逆に、現在のキー局であるTBSにも、毎日新聞社や読売新聞社と共に朝日新聞社の資本が入っており、こうした資本構成ではネット変更をする理由にはならない。
- 『NETニュース 朝日新聞社制作』は朝日テレビニュース社が制作する外注番組であるが、テレビニュースはJNNのように、テレビ局が主体となって制作すべきものである。

##### 朝日放送が「腸捻転」解消に消極的だった理由
朝日放送がTBS系列からNETテレビ系列にネットチェンジすることで「腸捻転」が解消した実際の要因は、1974年11月18日、TBSから業務提携の解除とネットワークの打ち切りを通告されたことであり、朝日放送および元々のキー局であったTBSは最後まで「腸捻転」解消に消極的だったが、その理由は既述した3つの拒絶理由のほかにも、朝日放送側にまだ以下の不安要因があったからである。
- JNNに比べ、ANNはクロスネットを含めても系列局が少ない（1974年の時点でJNNが25局なのに対しANNが9局）。系列の力が弱いため、地方によっては自社番組がフルネットから遅れネット、あるいは打ち切りになる可能性が高い。こうした系列変更に伴う地方局への営業力低下が懸念されていた。
- JNNからANNに移ることによって、当時高視聴率が多く営業成績の高かったTBSの番組を失い、視聴率及び営業成績が相対的に芳しくなかったNETテレビの番組を受け入れることになる。これらのことから、ネットチェンジによって朝日放送の営業収益は必ず減少すると見込まれていた。

上記のような不利な条件下であったにもかかわらず、毎日放送が好成績を上げていたのは、番組制作力や企画力、営業販売などといった総合力で他局を圧倒していたからである。
毎日放送はキー局が弱かったため、自社制作番組の強化でこれら総合力を克服。在阪カラーの強い局として評価を高め、また、これら自社制作番組を地方局に売り込み、営業成績を上げていた。実際、NETテレビ系列局が編成上の都合で放送しなかった場合は、ラテ兼営局であった強みを生かし、同地域内の他系列局に販売またはスポンサードネットしたこともあった。例えば『テレビスター劇場』、『東リクイズ・イエス・ノー』、『狼・無頼控』が広島ホームテレビ（HOME・当時UHT）ではなく中国放送（RCC・TBS系列）で、『八木治郎ショー』、『昆虫物語 新みなしごハッチ』が瀬戸内海放送（KSB）ではなく西日本放送（RNC・日本テレビ系列）で、『皇室アルバム』が北海道テレビ放送（HTB）ではなく札幌テレビ放送（STV・日本テレビ系列）で放送された。また、腸捻転解消後に同系列となり、TBSテレビとともに五社連盟を構成することになるJNN基幹局（中部日本放送・RKB毎日放送・北海道放送）でも、ANN（九州朝日放送・名古屋放送・中京テレビ放送・北海道テレビ放送）の編成から外れた毎日放送制作の番組が一部放送されていた。このため、編成によっては毎日放送制作の番組で表裏の競合が発生することがあった（一例として1975年3月30日時点における中国放送での『東リクイズ・イエス・ノー』と広島ホームテレビでの『皇室アルバム』など）。
一方の朝日放送は番組制作力はあったが、キー局や系列局が圧倒的に強かったため、毎日放送のように積極的に動かなくとも十分に採算が取れていた。このため、TBS系列に依存する体質が染みついていた当時の朝日放送は、毎日放送よりも体力が不足していた。これがいきなりANNに移ることによって、ローカル枠と全国向け発枠が急増し、その結果関西ローカルの自社制作番組（現在放送されている『おはよう朝日です』など）や、毎日放送が制作していた枠（2021年9月26日を以って放送を打ち切りとなった『パネルクイズ アタック25』など）を代わりに制作しなければならないという相当な問題が生じる。毎日放送も相当な年月を掛けてようやくこの体制を確立してきたのに、朝日放送がすぐさまこれに取って代わることは困難だと周囲は判断したが、他方で同局の制作現場は、逆にこれを自社番組制作能力を向上させるチャンスと捉え努力した結果が、後々の結果に繋がった。

#### 朝日新聞社が腸捻転を問題視した理由
TBS系列時代の全国ニュースは、JNN協定の影響もあり、自主制作の『JNNニュース』を放送していた。
朝日新聞社制作のテレビニュースはわずかに夕方の3社ニュース枠での朝日新聞ニュースがNETテレビからの裏送りで放送された程度で、肝心の『NETニュース 朝日新聞制作』は朝日放送では放送されず、しかも、それを毎日放送が『MBSニュース』と題名を差し替えて放送していた。
つまり、「朝日新聞社制作」のニュースが大阪では「毎日新聞社系列」の毎日放送から放送され、また「朝日新聞制作」のクレジットで全国に放送される関西発のニュースは朝日放送ではなく毎日放送が取材したものであると言う、明らかに矛盾した状態が続いていた。
また、朝日放送に限らず、JNNの基幹局は母体の新聞社から距離を置き、独自の道を歩もうとした局が多かった。「新聞と放送は別物」ということで、朝日放送も朝日新聞社との関係が疎遠になりつつあった。当時、電波政策に遅れを取ったとされる朝日新聞社は、この「朝日放送の朝日新聞社離れ」を憂慮。両社上層部間の食事会や懇談会を定期的に催し、また、相互に現場交換を行うことで新聞と放送での一体感を持たせ、JNNに傾きつつあった朝日放送を朝日新聞社陣営に引き戻そうと懸命に努力した。なお、当時アナウンサーだった中村鋭一はこの現場交換要員として朝日新聞大阪本社社会部に出向し、新聞記者となっていた。この記者時代の経験が、後のABCラジオ『おはようパーソナリティ』初代パーソナリティとしての成功に繋がった。

#### 毎日放送からみた歴史
毎日放送（当時の社名は新日本放送でラジオ単営局のみを運営）は朝日放送と共同で大阪テレビ放送（OTV）を経営していたが、1958年の大阪地区のテレビ電波増設に伴って袂を分かつこととなり、新日本放送から社名を変更したばかりの毎日放送が新たにテレビ局を開局、朝日放送が大阪テレビ放送を合併することとなった。
毎日放送テレビは、当初はラジオ東京（KRT、後の東京放送、現：TBSテレビ）とのネットを目論み、1958年（昭和33年）12月1日に開局する予定だったが、ラジオ東京の常務を務めていた今道潤三（当時。後にTBS社長・会長を歴任）から「ラジオ東京は既に大阪テレビ放送とネット協定を結んでおり、毎日放送とネットを組むことはできない。ネット番組はそう簡単に動かせない」とネット関係を拒まれた。
次善策として、専務高橋信三（のち社長）と個人的に親交のあったニッポン放送専務鹿内信隆（のち社長）が専務を兼ねていたフジテレビジョンとのネット関係樹立を目論んでいたが、これも、同社社長の水野成夫が関西テレビ放送の母体である産経新聞社の社長に就任した結果、フジテレビと関西テレビとの関係強化を絡んだ影響により断念。なお、フジテレビと関西テレビは阪急東宝グループ（現：阪急阪神東宝グループ）の資本や共同テレビニュースによるニュースネットなど共通点も多かった。
結局、残った日本教育テレビ（NETテレビ、現：テレビ朝日）とネットを組まざるを得なくなり、当初予定より3か月遅れてのスタートとなった。それでも開局当初は、NETテレビのほか、スポンサーの関係でラジオ東京やフジテレビの番組も一部ネットされていた。また、逆に、毎日放送からフジテレビにネットされた番組もあった。
ニュース番組は当初1日2回、月曜日から土曜日までの『毎日新聞ニュース』がラジオ東京から送られてくる以外は、すべて自主制作で放送した。1年後、ようやく、NETテレビとニュースネットが結ばれたが、そのニュースは『NETニュース 朝日新聞制作』であり、朝日新聞社旗がはためくオープニングを『MBSニュース』のタイトルに差し替えて凌いだ。
1970年1月以降、NETテレビ発の全国ニュースのタイトルは『ANNニュース』に変わったが、毎日放送では3か月間『MBSニュース』のタイトルで押し通した。これは、毎日放送側が当時「ANN」（All-nippon News Network）の「A」を「AsahiのA」だと誤認していたためである。
なお、1965年（昭和40年）から放送を開始した『朝日新聞テレビ夕刊（日曜夕方のNETテレビ系列全国ニュース）』は、腸捻転時代は大阪地区（毎日放送、朝日放送とも）では放映されず、毎日放送では『毎日新聞夕刊ニュース』を自主放送（瀬戸内海放送・テレビ岡山にもネット）し、それの中で全国ニュースを補完した。
1968年（昭和43年）には東京12チャンネルの経営にも参画し、翌1969年（昭和44年）10月編成から1975年3月31日にネットチェンジするまでの間は相互に番組をネットし合うクロスネット編成を採っていた。
この間、毎日放送はANNに加盟し、NETテレビと東京12チャンネルのクロスネット時代もNETテレビ系列が優位ではあったが、NETテレビの系列局といった意識はなく、むしろNETテレビ・東京12チャンネルが自らの系列局であるというキー局志向を持っていた。事実、毎日放送も一時はTBS系列へのネットチェンジが困難とみたのか、一時期経営危機に陥っていた東京12チャンネルを買収した上で新しいテレビ系列を旗揚げする構想も持っていた（この経緯で腸捻転解消後によるTBS系列移行後も、系列違いでありながら、テレビ東京を経て現在のテレビ東京ホールディングスの主要株主に入っている）。
その後、当時の郵政省の方針や各新聞社、とりわけ、朝日新聞社の強い意向をもとに「腸捻転」を改める動きが年々活発となり、 毎日新聞社・東京放送（TBS）側にも毎日放送へのネットチェンジを見据える動きが出て、毎日放送に対しては東京12チャンネル買収計画の停止を要請し、毎日放送側もこれを受諾した。また当時中部日本放送（CBC）の社長を務めていた小嶋源作も「朝日放送が朝日新聞社からネットチェンジを迫られている今こそ、こちら（五社連盟）から朝日放送に対してテレビネットワークの打ち切りを通告すべき」と考えるなど（小嶋源作「CBCとともに」より）系列内部にも腸捻転解消を求める声も出る中、1974年（昭和49年）11月これを看過できなくなったTBS社長諏訪博は高橋を訪ね、朝日放送がNETテレビ系列に移行した際には毎日放送がJNNに入るよう懇願。高橋はこれを受諾し、これを受けた諏訪が直ちに朝日放送に対しテレビネットワークの打ち切りを通告。1975年（昭和50年）3月31日、毎日放送はTBSをキー局とするJNNに変更し、JNNの準キー局となった。
1975年3月6日、東京ヒルトンホテル（現：キャピトル東急ホテル）で行われた「JNNネットワーク協議会」の総会で、JNN加盟全局の前で朝日放送が退会の挨拶をした後、毎日放送テレビ営業局長斎藤守慶（後に社長、会長）が入れ替わりに登場、入会の挨拶をした。斎藤は大阪テレビ放送出身で、その後、毎日放送テレビ開局準備のために移籍し、テレビ営業課長に就任。ラジオ東京や広告代理店、スポンサーと交渉を重ね、毎日放送とラジオ東京のネット関係樹立直前まで漕ぎ着けた。また、今道が「毎日放送とはネットしない」と述べてネット拒否を決めた時もその現場にいた。いわば、この一件の当事者である。斎藤は「毎日放送は元々、TBSとのネットワークを希望していた。しかし、昭和33年（1958年）の時点でそれは許されなかった。それ以降は、ゴルフでいえば隣のコースでプレーしていたようなものだ。今ここにJNNのコースに戻ることができて、大変嬉しい」とネットチェンジの意気込みを語った。
ネットチェンジ前日の1975年3月30日の最終ニュース（『最終版のANNニュース』のローカルニュース）は、千里丘放送センター内のニューススタジオがストライキで使用できなかったため、隣接する「ミリカホール」に特設スタジオをつくって放送された。これがANNとして最後のローカル番組となった（ANNは1971年4月から全国のニュースを『ANNニュース』として統一していた。ANNのニュース番組にタイトルがつけられたのはネットチェンジの当日からである）。なお、毎日放送がJNNとして最初に放送されたニュース番組は、朝日放送から移動した『モーニングジャンボおはよう地球さん』の前に放送された朝7時の『JNNニュースコール』（第1期）である。ネットチェンジを実施した当時は、毎日放送・朝日放送とも放送エリアはほぼ同等のカバー率だったため、一部地域でみられなくなってしまうネット番組はほとんどなかった。
ANN時代は金曜日に行われるプロ野球中継の中継権を持っていたが、（朝日放送が1969年から1971年までの期間を除き金曜のナイター中継権を持っていなかった）TBS系列では金曜日に放送枠がなかったため、1975年は、FNN/FNSに水曜日のヤクルト戦と交換の形で金曜日の阪神戦の中継権を譲渡した（翌年、JNNは金曜日に放送枠を得ることになるが、1975年から大洋戦の中継権がANNへ移ったほか、翌年の金曜日の中継開始と引き換えにJNNはヤクルト戦の中継権を失った）。
なお、東京12チャンネル→テレビ東京の番組は、ネットチェンジ直前まで『大江戸捜査網』、『プレイガール』、『日米対抗ローラーゲーム』、『世界びっくりアワー』などが同時または時差ネットで放送されていたが、ネットチェンジ後は、テレビ大阪が開局するまでの間『プレイガールQ』、『大江戸捜査網』など一部の番組が番組販売扱いで引き続き別時間に放送された。
東京12チャンネル→テレビ東京の番組は、それまでも、毎日放送の編成から外れた番組を中心に、朝日放送、関西テレビ、読売テレビでも東京12チャンネル（のちのテレビ東京）から若干購入して放送していたが、これら各局ローカル枠内での番組販売扱いで放送が拡大された。
独立UHF局ではそれまでも毎日放送の編成から外れた番組を中心に同時ネットで東京12チャンネルの番組を放送してきたが、これが拡大され、事実上東京12チャンネルのネット局となっていった。なお、東京12チャンネルの番組を同時ネットするために毎日放送の編成から外れ、独立UHF局に同時ネットされていたNETテレビのゴールデンタイム番組は、ネットチェンジ後、基本的に朝日放送へ移行した。

#### ネットチェンジ後の編成
毎日放送の『アップダウンクイズ』、朝日放送の『はじめ人間ギャートルズ』など、放送時間の変わらない番組もあったものの、両局が制作する番組の多くは放送時間帯の移動を余儀なくされた。ネットチェンジ後はそれまで放映していた番組と同じ路線を引き継いだ番組が相次いでスタートしている。
NETテレビがこれまで毎日放送制作の番組を放送していた時間帯には朝日放送が土曜朝の 『八木治郎ショー』の後番組として『おはようワイド・土曜の朝に』を制作した。『土曜の朝に』は最終的に1989年3月まで14年続く朝日放送の長寿番組となった。
日曜昼の『東リクイズ・イエス・ノー』の枠はスポンサーの東リ、司会の児玉清がそのままスライドして 『東リパネルクイズ アタック25』が始まった。『アタック25』は地上波では2021年9月まで46年半も続いた、異例の長寿番組となった。
また、『アップダウンクイズ』を放映していた日曜夜7時枠やドラマを放映していた火曜夜10時枠も朝日放送の制作となった。
『仮面ライダー』から『仮面ライダーアマゾン』までの『仮面ライダーシリーズ』を放映していた土曜夜7時半には、NETテレビと東映がスーパー戦隊シリーズ第1作『秘密戦隊ゴレンジャー』を制作している。
一方、朝日放送制作の番組を放送していたTBSは、土曜夜10時の『必殺必中仕事屋稼業』の後枠に同系統の時代劇を制作することを毎日放送に依頼。できあがった『影同心』は一時的ではあるが『必殺シリーズ』の視聴者の囲い込みに成功した（続編として『影同心II』も制作されたが一転して視聴率は低迷し、以降のシリーズは制作されなかった）。平日昼の『シャボン玉プレゼント』の後番組『妻そして女シリーズ』はその後『ドラマ30』→『ひるドラ』、後に金曜昼の『ひるおび!・バンバンバン』を経て、金曜深夜の『スーパーアニメイズム』と引き継がれた。
日本教育テレビ（NETテレビ、現：テレビ朝日）が中心となってネットワークを結成している、民間放送教育協会（民教協）については、1975年の腸捻転ネットの解消からかなり後年（1993年）に朝日放送に移行している。
このネットチェンジの結果、朝日放送は当時土曜夜8時に放送され、高視聴率を誇っていた『8時だョ!全員集合』の放送権を毎日放送に譲ったものの、翌1976年にスタートした月曜夜8時の『みごろ!たべごろ!笑いごろ!』が大ヒットし、同局における高視聴率バラエティ番組の構図は大きく変わった。
再放送については、同様に朝日放送もネットチェンジ前のNETの番組（『東映魔女っ子シリーズ』や時代劇など）を、毎日放送もネットチェンジ前のTBSの番組（『ウルトラシリーズ』『ナショナル劇場』など）を相当数購入した。在阪局制作分については、ネットチェンジ前の在京キー局（朝日放送=TBS、毎日放送=NET→テレビ朝日）経由での購入を要する番組があったこともあり、当時番組制作能力の弱かったNET→テレビ朝日は朝日放送の番組を『必殺シリーズ（初期作品）』『海のトリトン』など、腸捻転時代に放送されたものの、事実上の再放送（TBS・外部制作会社の権利分を含む）や『お笑い花月劇場』などの関西ローカル番組を、合わせて相当数購入したが、制作能力・業績ともに盤石だったTBSは、自社に権利が残っていたものを含めて、朝日放送の番組（『ど根性ガエル』など）を再放送した一方、毎日放送からの購入は比較的少なく、『仮面ライダーシリーズ』初期作品などテレビ朝日に権利が残っていた番組のTBSでの再放送は散発的だった。
こうした複雑な事情から、アニメでは東京ムービーが関与する作品を中心に、日本テレビでの系列外再放送が増加していた。
2000年代に入ると、ローカルセールス枠かつ系列の枠組みにとらわれない製作委員会方式の深夜アニメを中心に、在阪広域局各局が製作に関与した番組が系列外局で放送されたり、在京局発でも、『秘密結社鷹の爪 カウントダウン』はテレビ朝日とMBSの共同制作となり、TBSが製作委員会に参加した（ただし自社では放送せずTOKYO MXで放送）『境界の彼方』はABCが放送するなど、限定的ながら腸捻転ネットの復活例がみられる。
また、MBSテレビ製作の深夜ドラマがテレビ朝日傘下の動画配信サービスであるTELASAにて配信される一方、逆にABCテレビ制作の『ドラマL』や『相席食堂』などがTBS・テレビ東京などの合弁企業であるParaviにて配信されている。
競艇中継でABCが制作に関与した際には、編成や地域によりTBS・日本テレビ・フジテレビ系列局、関東・東海圏の独立放送局やBS日テレ・BSフジなど他キー局系列の無料BS放送で放送されることがある。
BS-TBSで放送しているフレッシュオールスターゲームでは、TBSテレビ（と日本野球機構）が制作しているが、TBSテレビの中継スタッフに限りがあることやBS-TBSが同ゲームの放映権を獲得する前から朝日放送テレビグループのCS放送局であるスカイAにて中継してきたことに配慮して、朝日放送テレビのアナウンサーがリポーターを務め、現地の放送局による技術協力も年度によりテレビ朝日系列局（朝日放送テレビ・長崎文化放送・愛媛朝日テレビなど）とTBS系列局（静岡放送・RSK山陽放送など）のどちらかが行うという、テレビでの系列関係の枠を越えた制作体制となっている。
TBSのラジオ部門（現在はTBSラジオ）が幹事局、MBSのラジオ部門（現在はMBSラジオ）が設立時からの共同幹事局となり、ABCのラジオ部門（現在は朝日放送ラジオ）も加盟しているラジオネットワークのJRNについては、近畿地方のニュース取材担当がABCからMBSに交代するなどの変更があったが、ABCは引き続きJRNに加盟した。この経緯やJRNでの提携関係維持もあり、TBSホールディングスと朝日放送グループホールディングスは相互に株式の持ち合いを行っている。
ネットチェンジ以前に放送を開始してから2025年3月現在まで継続している番組は、ABCでは『新婚さんいらっしゃい!』、MBSでは『皇室アルバム』が該当する。

#### 九州朝日放送からみた歴史
元々企業として設立時の経緯からABCとは兄弟的関係にあり、ラジオ部門で結びつきが強かった九州朝日放送（KBC）は、社史『九州朝日放送30年史』で、ネットチェンジ当時の状況を以下のように記述していた。
社内報では「永い間の夢が実現し、血のつながった完全な系列が確立したことに大きな喜びと希望を覚える」「NET系列に初めてといっていい協力体制が生まれた。系列全体が力を合わせて新しい可能性と飛躍を目指すためにスタートラインに立った」「今まで系列内に営業的な話し合いの場がなかったが、今後系列全体として営業戦略を練ってゆくことが大切、NET系列の前途には強力な、しかも不況に強い経済的な系列としての発展が期待される」と、テレビでもABCとの系列関係が生まれたことを歓迎する意向が掲載された。
ABCの人気番組をローカル編成でも多く取り入れる方針を取ったことから、ネットチェンジ前、KBCではMBS製作の番組が全体の10.1%、週間15番組10時間40分だったのが、ABC製作の番組は全体の19.3%、21番組24時間45分と増枠された。
費用を共同分担した系列共同制作番組はネットチェンジ前からMBSを交えて企画されていたが、ネットチェンジ後もそのまま引き継がれ、第1弾としてNETを幹事とした『徳川三国志』が制作された。

### 中京広域圏（名古屋局）における名古屋放送（メ〜テレ）と中京テレビ放送の「複合ネット」とその解消
名古屋地区は東京地区や大阪地区と異なり、地方紙（ブロック紙）としての中日新聞の勢力が強く、全国紙のシェアは必ずしも大きくない。しかし地域の経済力が強く財界が複数のテレビ局を早期に設立することが出来ていた。他方で電波割当ての関係からVHF局を合計5チャンネル分しか確保できず、民放4局目をUHF局として開局せざるを得ないという状況があった。
名古屋地区においては、中日新聞社を母体として既にラジオ局として開局していた中部日本放送（CBC、現：CBCテレビ）が、1956年にテレビ放送を開始した。テレビ放送開始からしばらくの間は、日本テレビ放送網（NTV/日本テレビ）の番組とラジオ東京（KRT、現：TBSテレビ）の番組をクロスネットしていた。
1958年、近畿東海放送およびラジオ東海（現：東海ラジオ放送）が中心となって立ち上げた東海テレビ放送（THK/東海テレビ）が開局。ニュースは共同テレビニュースを放送していたが、スポンサーなどの都合もあり、東海テレビも日本テレビ主体としつつ、ラジオ東京や関西テレビ放送（KTV/関西テレビ）の番組も放送する、事実上のクロスネット体制であった。
1960年5月、ラジオ東京を軸とした「四社連盟」が発足し、名古屋地区でのネットワークは、中部日本放送=ラジオ東京系列、東海テレビ=フジテレビ系列主体に整理された。ただ中部日本放送には、日本教育テレビ（NETテレビ、現：テレビ朝日） - 毎日放送（MBS）とのネットワーク関係が学校放送を中心に残り、東海テレビにも、日本テレビやNETテレビ - 毎日放送とのネットワーク関係が残っていた。
1962年4月に名古屋放送（NBN、現：名古屋テレビ放送/メ〜テレ）が開局し、中部日本放送と東海テレビ両社の日本テレビ系列とNETテレビ系列の番組は名古屋放送に移行、名古屋地区でのネットワーク整理がおおむね完了した。ただし、日本テレビのプロ野球ナイター中継は同年秋まで東海テレビで継続、1975年3月31日の「腸捻転」解消までは、毎日放送の一部の番組も残されていた。
1969年4月、名古屋地区第4局の中京ユー・エッチ・エフテレビ放送（CTV・中京テレビ/現：中京テレビ放送）が開局した際、名古屋放送は従来のクロスネットのまま高視聴率の取れる編成としたため、CTVは名古屋放送の編成から外れた番組を放送する体制を余儀なくされた。窮地に陥った中京テレビに東京12チャンネル（現在のテレビ東京）が手を差し伸べたため、ネットワーク関係は一層複雑となった。
この背景には、出力の強い既存のVHF局で、スポンサーや視聴者にも馴染みのあった名古屋放送を巡って、日本テレビ・読売新聞社とNETテレビ・朝日新聞社が争奪戦を展開していたが、結局日本テレビ陣営が降りることで決着。1973年4月の改編以降、ネットワークは名古屋放送 - NETテレビ系列、中京テレビ - 日本テレビ系列に落ち着いた。
また、1968年に日本国内初の独立UHF局として開局した岐阜放送も、開局当初はNETテレビの番組を多くネット受けしていたが、ネット局整理後の1973年4月以後は、東京12チャンネルからのネット受け主体と自社制作に転換。オイルショックの影響で、放送時間も、それまでの準全日体制から夕方 - 夜間にかけての数時間に短縮された。
名古屋地区では、日本テレビ系と日本教育テレビ系のクロスネットをしていた名古屋放送が1972年に一部の日本テレビ枠を日本教育テレビ枠に付け替えると発表したことからトラブルが始まり、同年12月に日本テレビ=中京テレビ放送、日本教育テレビ=名古屋放送と系列化することが4社の合意により決まった。これは日本の「基幹地区」（東京、名古屋、大阪、福岡）のネット再編成のきっかけであったとされる。
| 放送局                                     | NTV系      | TBS系      | フジ系     | NET系      | その他     |
| ------------------------------------------ | ---------- | ---------- | ---------- | ---------- | ---------- |
| CBCテレビ                                  |            | 85時間25分 |            |            | 32時間25分 |
| 東海テレビ                                 |            |            | 92時間50分 | 02時間30分 | 31時間10分 |
| 名古屋テレビ                               | 73時間50分 | 01時間55分 |            | 35時間00分 | 11時間05分 |
| 中京テレビ                                 | 03時間10分 |            |            | 81時間15分 | 16時間30分 |
| 岐阜放送                                   |            |            | 00時間30分 | 28時間45分 | 79時間05分 |
| 原典：TBSテレビ番組参照表（昭和44年4月度） |            |            |            |            |            |

#### 名古屋放送から見た歴史
名古屋放送は、トヨタ自動車販売の神谷正太郎を中心に、朝日・毎日・読売の三大新聞社と、日本テレビ、NETテレビの出資で設立され、日本テレビとNETテレビのクロスネットとして開局したが、NETテレビが当時教育局であったため、社内でのNETテレビ系列の番組への評判は低かった。こうした事情から、開局時点での名古屋放送の番組は、巨人戦やプロレス中継といった有力番組を持つ日本テレビ系列をメインに編成するようになった。
ただ、社長に就任した神谷は朝日新聞社シンパであり、朝日新聞社の特信部長であった川手泰二を腹心として呼び寄せるなど、人事面では朝日色が強かった。
1964年から1966年にかけて、名古屋放送のネット比率は日本テレビ系列が70パーセント、NETテレビ系列が30パーセントであった。当時NETテレビは朝日新聞社との関係を強化していたことから、ネット比率を日本テレビと同等にすべく、毎年強く働きかけていた。こうした中、1969年4月、中京テレビが名目上NETテレビ系列として開局。中京テレビはUHFでの放送であり、視聴には別途コンバーターの購入が必要となることから、「中京テレビとの完全ネットはネットワーク政策上不利だ」と言われていたため、NETテレビ、日本テレビの両社は、名古屋放送との関係強化にばかり腐心していた。名古屋放送は中京テレビ開局後も、NETテレビと日本テレビとのクロスネットを継続、半年ごとの番組改編に頭を悩ませ続けることとなった。
名古屋放送は日本テレビ系列を中心にしつつも、NETテレビ系列の高視聴率番組を組み合わせた編成で放送していた。また、ニュース系列でのちにNNNに加盟するなど、開局当時から日本テレビ系列の準基幹局として位置付けられていたが、正午前と夕方のニュースは、朝日新聞社との関係でANNニュース（昼はNNNも放送）を受けていた。また、ゴールデンタイムは曜日によりキー局が異なるため、スポットニュースは基本的に自社制作していた。このため東海地区では、夕方とゴールデンタイム=スポット枠のNNNニュースが放送されず、日本テレビの不満は募っていた。
1970年、日本テレビは、このような中途半端なネットワークを改善すべく、名古屋放送との間で「ゴールデンタイム枠を日本テレビ系列番組に固定する」3年契約を結んだ。20・21時台は、木曜日を除いて日本テレビ系列の時間となったが、1972年秋、NETテレビ・朝日新聞社の猛烈な巻き返しで、土曜日の19時30分から2時間枠をNETテレビ系列にする編成案を発表。これで日本テレビの態度が硬化し、係争関係に発展。一旦和解はしたものの、日本テレビは結局名古屋放送との関係修復をあきらめ、中京テレビの完全ネットを決断した。
一方名古屋放送はNETテレビと完全ネットを結び、1973年4月1日付けでNNNを脱退。これまで編成上60パーセントを占めていた日本テレビ系列の番組がCTVへ移行した。その後、名古屋テレビは『機動戦士ガンダム』などアニメを中心に名前が知られていく。
NET系列に一本化した翌年、1974年にはCBCと入れ替わる形で民間放送教育協会にも加盟する。
2003年に竣工した新社屋は、元々は読売が名古屋に進出する際の本社（現・読売新聞中部支社）用地として真宗大谷派名古屋別院（東別院）から借用していた土地に建てられており、クロスネット時代の名残であった。

#### 中京テレビ放送からみた歴史
中京テレビは、東海銀行（現三菱UFJ銀行）を中心とした中京財界をバックボーンとして、1969年4月に開局した。先発局である中部日本放送（CBC、現在のCBCテレビ・CBCラジオ）と東海テレビ放送も設立に深く関わっていたが、新聞資本に関しては、これら先発局と関係の深い中日新聞社が、集中排除の原則から出資を見送り、結局、当時、名古屋放送がネットワークを結んでいた日本教育テレビ（NETテレビ）にも出資し、かつ中日新聞社と販売協定を結んでいた日本経済新聞社の出資を受けることとなった。
名古屋放送は日本テレビ系列中心の編成であり、NETテレビ系列の番組はどちらかといえば劣勢であった。こうした経緯もあり、中京テレビは、当初NETテレビ系列を中心とした番組編成を基本方針としていたが、名古屋放送がNETテレビ系列の主力番組を離さず、また、NETテレビの実質的な親会社になっていた朝日新聞社も、先発局でありNETテレビ自身も出資をしている名古屋放送とのネットにあくまでこだわった。また、中京テレビはいわゆる日本の3大都市圏をカバーする広域放送圏では初めて、親局がUHFチャンネルとなるため、UHF非対応のテレビ受像機で視聴するためには別途UHFコンバータの購入が必要となることから、広告媒体としては非常に不利であるとみられていた。このため、日本テレビ、NETテレビの両社は名古屋放送との関係強化ばかりに腐心していた。
ただし、元々は中京テレビもVHFでの開局を視野に入れており、免許申請もVHFとUHFで併願していたが、その際に獲得しようとしていたチャンネルが7chであり、先に開局した関西テレビ放送（大阪8ch）との混信が懸念され、UHFでの開局となったという経緯がある。
こうした事情から、中京テレビはNETテレビ系列と日本テレビ系列の番組のうち、名古屋放送の編成から外れた番組を放送することになったが、日本経済新聞社が同年12月に東京12チャンネルの経営に参加したことで、同月からは東京12チャンネルの番組も加わった。それでも初期の中京テレビは、こうした東京の弱い番組ばかりをあてがわれ、視聴率や営業で相当苦戦していた。
開局当時の中京テレビは、ニュース番組については基本的にANNから受けていたが、ネットチェンジまで放送開始が朝9時頃だったため朝のニュースについてはネットできなかった。また、正午前と夕方のニュースは名古屋放送が放送していた上、タイトルも名古屋放送に配慮して『CTVニュース』と差し替えていた。この差し替えは、東京12チャンネルが制作した『東京12チャンネルニュース』（現：TXNニュース）のネット受けの際も行なわれていた。
1972年秋、名古屋放送と日本テレビとの間に起きた土曜日の番組編成を巡る関係悪化によって、中京テレビにとっては不利であったネットワーク環境は急転換した。日本テレビが、将来的な中京テレビとの完全ネットを決断。日本シリーズ中継を手始めに、中京テレビと日本テレビは関係が深まっていった。
1973年4月1日、中京テレビは日本テレビ系列へのネットチェンジを実現し、NNNにも加盟する。
以降、1976年から18年間続いた『お笑いマンガ道場』で中京テレビの名が全国に知れわたるようになり、1979年3月にスタートした日本テレビ系列の朝の情報番組『ズームイン!!朝!』での中継や、『ワザあり!にっぽん』、『早見優のアメリカンキッズ』、『サルヂエ』、『ヒューマングルメンタリー オモウマい店』などの全国ネット・一部地域ネットの番組を制作し、在名局でも1・2を争う制作力を確立することになる。

### 福岡県と山口県（関門2県）のケース
1960年代、関門海峡を挟んだ福岡県と山口県をサービスエリアとする放送局のネットは入り組んでおり、両県で数回のネットチェンジが行われている。
（下表で※は正式な系列ではない）
| 時期           | NNS          | NNS      | JNN         | JNN         | FNS          | FNS                  | ANN          | ANN          | TXN  | TXN  |
| 県             | 福岡         | 山口     | 福岡        | 山口        | 福岡         | 山口                 | 福岡         | 山口         | 福岡 | 山口 |
| -------------- | ------------ | -------- | ----------- | ----------- | ------------ | -------------------- | ------------ | ------------ | ---- | ---- |
| 1964年09月まで | テレビ西日本 | 山口放送 | RKB毎日放送 | RKB毎日放送 | 九州朝日放送 | ※山口放送            | 九州朝日放送 | ※山口放送    |      |      |
| 1964年10月から |              | 山口放送 | RKB毎日放送 | RKB毎日放送 | テレビ西日本 |                      | 九州朝日放送 |              |      |      |
| 1969年04月から | 福岡放送     | 山口放送 | RKB毎日放送 | RKB毎日放送 | テレビ西日本 |                      | 九州朝日放送 |              |      |      |
| 1970年04月から | 福岡放送     | 山口放送 | RKB毎日放送 | テレビ山口  | テレビ西日本 | テレビ山口           | 九州朝日放送 | テレビ山口   |      |      |
| 1978年10月から | 福岡放送     | 山口放送 | RKB毎日放送 | テレビ山口  | テレビ西日本 | テレビ山口           | 九州朝日放送 | 山口放送     |      |      |
| 1987年10月から | 福岡放送     | 山口放送 | RKB毎日放送 | テレビ山口  | テレビ西日本 |                      | 九州朝日放送 | 山口放送     |      |      |
| 1991年04月から | 福岡放送     | 山口放送 | RKB毎日放送 | テレビ山口  | テレビ西日本 | TXN九州 →TVQ九州放送 | 九州朝日放送 | 山口放送     |      |      |
| 1993年10月から | 福岡放送     | 山口放送 | RKB毎日放送 | テレビ山口  | テレビ西日本 | TXN九州 →TVQ九州放送 | 九州朝日放送 | 山口朝日放送 |      |      |

#### 関門都市圏のテレビ局一覧
関門都市圏は福岡県北九州市の八幡テレビ放送所と山口県下関市の下関テレビ送信所（火の山）から送信され、アナログVHFは偶数チャンネルで揃えられていた。下関のNHKはUHF開局であり、それまではNHK北九州放送局の正式な放送エリアであった。
| ID    | 放送局名        | 放送開始日     | A    | D    |
| ----- | --------------- | -------------- | ---- | ---- |
| 福岡1 | KBC九州朝日放送 | 1962年02月14日 | 02ch | 31ch |
| 福岡2 | NHK北九州Eテレ  | 1962年01月08日 | 12ch | 42ch |
| 福岡3 | NHK北九州総合   | 1957年05月29日 | 06ch | 40ch |
| 福岡4 | RKB毎日放送     | 1958年08月01日 | 08ch | 30ch |
| 福岡5 | FBS福岡放送     | 1969年09月01日 | 35ch | 32ch |
| 福岡7 | TVQ九州放送     | 1991年04月01日 | 23ch | 27ch |
| 福岡8 | TNCテレビ西日本 | 1958年08月28日 | 10ch | 29ch |
| 山口1 | NHK山口総合     | 1970年03月31日 | 39ch | 16ch |
| 山口2 | NHK山口Eテレ    | 1970年03月31日 | 41ch | 13ch |
| 山口3 | tysテレビ山口   | 1970年04月01日 | 33ch | 18ch |
| 山口4 | KRY山口放送     | 1962年04月01日 | 04ch | 20ch |
| 山口5 | yab山口朝日放送 | 1993年10月01日 | 21ch | 26ch |

#### 1964年9月30日までのネット状況
- RKB毎日放送（RKB・福岡/TBS系列。一部NETテレビ系列の番組も放送）
- 九州朝日放送（KBC・福岡/フジテレビ系列とNETテレビ系列のクロスネット）
- テレビ西日本（TNC・八幡/日本テレビ系列。一部フジテレビ系列の番組も放送）
- 山口放送（KRY・山口/日本テレビ系列、本社は徳山市（現在の周南市）。関門テレビのみ独自編成）

元々福岡県内においては、福岡市をはじめとする福岡地区と、八幡市（現：北九州市）をはじめとする関門地区とで異なるチャンネルプランが設定され、それぞれ別々のテレビ局が放送免許を受けていた。
福岡地区ではラジオ九州（RKB。毎日新聞社系列・テレビネットはTBS系列主体）と九州朝日放送（KBC、朝日新聞社系列・テレビネットはフジテレビ系列主体）が、関門地区では西部毎日テレビジョン放送（西部毎日。毎日新聞社系列）とテレビ西日本（TNC、朝日新聞社と西日本新聞社系列・日本テレビ系列主体）がそれぞれ免許を受けた。ただ将来的に、両地区の同一資本・同一系列同士で合併することが前提となっていた。
関門地区は、関門海峡の対岸である山口県下関市もサービスエリアに含まれていた。そこで山口県の県域局である山口放送（KRY、テレビネットは日本テレビ系列主体）も関門地区でのテレビ免許獲得に動いたが、結局、のちにラジオ九州と合併した西部毎日に出資することとなり、徳山地区のみで放送を続けた。しかしテレビ西日本は、日本テレビが設立に加わってネットワーク関係も結んだこともあって、独自色が強くなり、九州朝日放送との合併を拒否。九州朝日放送も、自社単独で福岡全県のエリア確保を望んでいた。やがてテレビ西日本と九州朝日放送は結託し、相互に放送エリアを拡大。朝日新聞社がテレビ西日本から出資を引き揚げたことで、RKB毎日放送=TBS系列、九州朝日放送=フジテレビ・NETテレビクロスネット、テレビ西日本=日本テレビ系列として、福岡全県で視聴可能となった。
そこへ山口放送が、下関市においてKRY関門テレビ（KRY関門テレビジョン放送支局）を開局したが、免許取得時の条件となった電波・番組規制の関係で、同じ山口放送の支局でありながら、徳山本局（山口放送テレビ/現：周南本局）と異なる編成で放送されていた。KRY関門テレビは、日本テレビ系列中心の徳山本局とは異なり、主にフジテレビ系列・NETテレビ系列のマイクロネット番組、フィルム番組、自社制作番組を放送していた。これは、「日本テレビ系列のテレビ西日本の本局が、当時八幡にあったこととの兼ね合い」によるものと、「九州朝日放送が当時フジテレビ・NETテレビのクロスネットであり、フジテレビ系列が多く放送されていたため、NETテレビの番組をフルネットする局が関門地区になかったことから、それを補完する意味で、相当数のNETテレビ系列番組が放送されていたこと」によるものであった。RKB毎日放送と山口放送の中継局が、現在も北九州局・下関局ではなく「関門局」を名乗る理由は、上記のような経緯があることに起因している。
NETテレビが制作・放送していた学校放送に関し、当初福岡県では九州朝日放送にて放送していたが、九州朝日放送は放送内容を巡るNETテレビとの対立により自社でのネットを打ち切った。のちに学校放送はRKB毎日放送に移行したが、逆に九州朝日放送は学校放送以外がNETテレビ系列フルネットとなった。この歴史的経緯もあって、RKB毎日放送は現在民教協に加盟し、テレビ朝日から民教協関連番組のネット受けや制作などを行っている。

#### 1964年10月1日からのネット状況
- RKB毎日放送（福岡/TBS系列主体。日本テレビ系列の番組も放送）
- 九州朝日放送（福岡/NETテレビ系列。日本テレビ系列番組も放送）
- テレビ西日本（北九州/フジテレビ系列。その後ごくわずかながら日本テレビ系列番組の放送を再開）
- 山口放送（山口/日本テレビ系列）

その後、テレビ西日本が日本テレビ系列を離脱したことで、福岡地区は福岡放送（FBS）が開局するまでの間、日本テレビ系列の空白地域となった。逆に、山口放送にとっては福岡地区・関門地区での日本テレビ系列の番組放映に支障がなくなった。そのため山口放送は、関門テレビの編成を、徳山本局と同じ日本テレビ系列に統一した。これについては以下のような原因があるとされている。
従来、フジテレビ系列を主体としていた九州朝日放送であるが、ニュースは朝日新聞社との関係でNETテレビ系列を主体としていた。フジテレビは九州朝日放送にニュースもネットするよう再三働きかけ、ようやく一本ネットが通るようになったが、朝日新聞社との関係を考えるとこれが限界であった。このため、ニュースも含めたフルネット局を福岡地区に持つべく、たまたま日本テレビとの関係が悪くなったテレビ西日本に働きかけた（後述）。TNCもこれに応じ、一部スポンサーの反対を押し切る形でネットチェンジを実施した。
また、朝日新聞社は1963年1月の役員会でNETテレビをキー局にした朝日新聞社系列テレビネットワークを構築することを決めていた（後述）。そのため、朝日新聞の広岡知男社長がNETフルネット化に難色を示すKBCの社長を粘り強く説得、1964年10月からネットチェンジ実施となった。
一方、九州電力を中心とした旧西部毎日関係者は、自らは条件通りラジオ九州と合併して福岡全県でのエリアを確保したのに対し、テレビ西日本と九州朝日放送が条件通り合併せずにエリアを相互乗り入れしたことに憤慨した。このため新局設置を目論むようになり、この動きに日本テレビが一枚かんでいたとされたため、テレビ西日本がこれを察知して先手を打った。また、先のKRY関門テレビの開局も日本テレビが応援していたとされ、テレビ西日本と日本テレビの関係は良いとは言えなかった。
さらに、読売新聞社が北九州市で新聞の発行を開始したため、読売と提携関係にあった西日本新聞社が危機感を持ち、その対抗策として系列のテレビ西日本が読売色の強い日本テレビ系列を離脱することで、その勢力を食い止めようとした。『読売新聞』の近畿地区での発行部数が読売テレビ（ytv）の開局後に増加したこともあり、日本テレビとネットを組むことは、おのずと『読売新聞』の宣伝媒体に使用されるといった認識が地方紙にはあった。加えて、西日本新聞社はフジテレビ系列の産経新聞社とも提携関係にあった。
このネットチェンジの背景には、こうしたフジテレビ・日本テレビ・テレビ西日本といったテレビ各局、ならびにその背後にある読売・朝日・西日本の新聞各社のそれぞれの思惑が錯綜している。
この間、現在のNNNの九州地区の取材は、純粋なフルネット局がなかったため、日本テレビが福岡に九州分室を設置して取材を担当していた。

#### 1969年以降
- RKB毎日放送（RKB・福岡/TBS系列）
- 九州朝日放送（KBC・福岡/NETテレビ=テレビ朝日系列）
- テレビ西日本（TNC・北九州→福岡/フジテレビ系列） - 1974年本社移転
- 福岡放送（FBS・福岡/日本テレビ系列） - 1969年開局
- TXN九州（TVQ・福岡/テレビ東京系列） - 1991年開局
- 山口放送（KRY・山口/日本テレビ系列→1978年日本テレビ・テレビ朝日系列クロス→1993年日本テレビ系列フルネット化）
- テレビ山口（TYS・山口/TBS・フジテレビ・NETテレビ系列クロス[注 5]→1978年TBS・フジテレビ系列クロス[注 5]→1987年TBS系列） - 1970年開局
- 山口朝日放送（YAB・山口/テレビ朝日系列） - 1993年開局

1969年4月、九州電力や読売新聞西部本社、日本テレビなどが主体となって福岡放送が開局し、日本テレビ系列の基幹地域での空白区は解消された。
なお、山口放送は1978年から1993年までテレビ朝日とのクロスネットとなるが、朝日新聞社グループ主導で、トクヤマや旧みなと新聞グループ（現在のみなと山口合同新聞社）ら地元財界各社の出資により山口朝日放送（yab）が設立され、山口朝日放送開局に伴い、再び日本テレビ系列のフルネット局となる（現在日本テレビは山口放送の大株主になっている）。また、山口県域局ではこの他に1970年にテレビ山口（tys）が開局しているが、テレビ山口・山口朝日放送もともに下関中継局を設置しているため、関門地区では日本テレビ系列・TBS系列・テレビ朝日系列が複数の局で視聴可能な状態になっている。
また、1991年にはテレビ東京系列のティー・エックス・エヌ九州（TVQ、現：TVQ九州放送）が開局するが、それまでテレビ東京の番組は在福各局に番組販売の形で放送されていた。

### 山形県の事例

#### 山形放送（YBC）テレビと山形テレビ（YTS）の開局
山形県では第1波の山形放送（YBC）が1960年に開局。日本テレビ（NNS/NNN）系列の番組をメインに編成したオープンネット局としてスタートを切る。
その10年後の1970年に、県内初のUHFテレビ局として山形テレビ（YTS）が開局。同局は朝日新聞社の資本が強かったため、当初、日本教育テレビ（NETテレビ、現：テレビ朝日）系列での開局を予定していた。しかし、山形テレビ開局を前に出資者や発起人間のトラブルが起こり、これを当時の山形テレビ社長（発起人の一人）が山形新聞社の当時の社長・服部敬雄に収拾を依頼したことで、同局は「山新グループ」の傘下に入った。服部がフジテレビの当時の社長・鹿内信隆と個人的な親交があったこと、1969年当時のNETテレビは教育専門局であったこと、山形テレビが朝日新聞社の系列になるのを恐れたこと、1969年当時の山形放送はフジテレビ（FNN/FNS）系列の番組比率が最も少なかったことを踏まえ、山形テレビはフジテレビ系列をメインとして開局し、ローカルセールス枠で山形放送の編成から外れたJNN・ANN・東京12チャンネル（当時TXNは未成立）の番組を編成する形とした。その後、朝日資本の関係で1975年4月からANNとのクロスネット（メインはFNN/FNS）となったが、『モーニングショー』など一部のANN番組については引き続き山形放送で放送された。

#### 山形放送のテレビ朝日（ANN）系列クロスネット局移行と変則的クロスネット編成による混乱
しかし1979年、山形テレビが朝日新聞社系列に収まりANNフルネット局にネットチェンジされることを恐れた山形新聞社の関係者は、より山形新聞社にとって身近な存在である山形放送を、それまで単独ネットだったNNN/NNSメインからANNとのクロスネット化することを決断。山形テレビはANNを脱退してFNN/FNS単独ネットに移行するものの、山形放送では時間帯によってANN編成を組むために、放送できないNNSの番組は山形テレビで番販（一部の番組は、個別交渉によるスポンサードネット）扱いで放送される形となる。一方、山形放送もNNN/NNS番組を優先して編成するため、『徹子の部屋』など一部のANN番組は引き続き山形テレビで放送された。この結果、2局がこぞってNNS編成とANN編成（さらには、JNN・TXNの番組も放送）を組むという変則クロスネットとなり、視聴者や各局の社員を困惑させてしまう。なお山形テレビは、NNN・NNSともに一貫して非加盟である。

例えば、選挙特番で、山形放送では18時からはNNNの『選挙特番』、19時からはANNの『選挙ステーション』を放送する一方、また、山形テレビでは『月9ドラマ』が日曜日の12時に、約3か月から半年遅れで放送されるという状況であった。
テレビユー山形開局直前時点での具体的な放送スケジュール（プライムタイム）では、以下の通りだった（○は同時ネット、●は時差ネット）。
| 曜日 | YBC山形放送          | YBC山形放送 | YBC山形放送    | YBC山形放送                  | YTS山形テレビ                             | YTS山形テレビ | YTS山形テレビ  | YTS山形テレビ                                 |
| 曜日 | 19時台               | 20時台      | 21時台         | 22時台                       | 19時台                                    | 20時台        | 21時台         | 22時台                                        |
| ---- | -------------------- | ----------- | -------------- | ---------------------------- | ----------------------------------------- | ------------- | -------------- | --------------------------------------------- |
| 日曜 | ANN○                 | ANN○        | ANN○           | ANN○                         | NNS○                                      | NNS○          | FNS○           | 前半：NNS○ 後半：NNS● 日曜21:00 （23:30まで） |
| 月曜 | 前半：ANN○           | NNS○        | ANN● 土曜20:00 | ANN●                         | 前半：FNS● 日曜19:30 後半：FNS● 日曜19:00 | FNS○          | NNS○           | FNS○                                          |
| 月曜 | 後半：NNS○           | NNS○        | ANN● 土曜20:00 | ANN●                         | 前半：FNS● 日曜19:30 後半：FNS● 日曜19:00 | FNS○          | NNS○           | FNS○                                          |
| 火曜 | NNS○                 | NNS○        | ANN●           | ANN●                         | FNS○                                      | FNS○          | NNS● 金曜21:00 | NNS● 金曜21:00                                |
| 水曜 | NNS○                 | NNS○        | ANN○           | ANN● 木曜20:00               | FNS○                                      | FNS○          | FNS○           | FNS○                                          |
| 木曜 | NNS○                 | NNS○        | NNS○           | NNS○                         | FNS○                                      | FNS○          | FNS○           | JNN● 木曜20:00                                |
| 金曜 | 前半：ANN● 木曜19:30 | NNS○        | JNN●           | ANN● 木曜21:00               | FNS○                                      | FNS○          | FNS○           | FNS○                                          |
| 金曜 | 後半：NNS○           | NNS○        | JNN●           | ANN● 木曜21:00               | FNS○                                      | FNS○          | FNS○           | FNS○                                          |
| 土曜 | NNS○                 | NNS○        | NNS○           | ANN● 土曜21:00 （24:00まで） | FNS○                                      | FNS○          | FNS○           | FNS○                                          |

上記以外でも、山形放送の日曜23時台には日本テレビ土曜23:00の番組を時差ネットしていた。
NNN/NNS『欽ちゃんの全日本仮装大賞』等、山形放送が出場者募集をしながら、編成上の都合から実際の放送は山形テレビで行われたというケースもあった。

また、日本テレビの巨人戦ナイター中継も、その他の曜日は山形放送なのに対して、日曜日のみ山形テレビが放送していたため、曜日によってネット局が異なるという状況となり、特に『独占!!スポーツ情報』枠内でその事前中継を行っていた日曜は事前中継が山形放送、本中継が山形テレビで放送されるという奇妙なリレーナイターとなっていた。もっとも、こういった事例は山形県に限らず、過去にも、東海テレビと名古屋テレビ、名古屋テレビと中京テレビ、北陸放送と石川テレビ、広島テレビと広島ホームテレビ、長崎放送とテレビ長崎などの数例があった。

#### 山形テレビ（YTS）のANNネットチェンジからさくらんぼテレビ（SAY）開局に至るまで
1989年に入り、4月に開局するエフエム山形と10月に開局するテレビユー山形（TUY、JNN）に危機感を持っていた山形テレビは、バブル期にハリウッド映画の制作参画やバイオ科学研究所新設など、経営の多角化を始めるが、バブル崩壊もあり経営が行き詰まる。そんな中、山形テレビの開局にかかわる山新グループを率いていた服部敬雄が1991年3月14日に死去。また、これに先立つ1990年10月28日には服部と親密だった鹿内信隆も死去していた。
この直後に山形テレビはフジテレビに経営支援を要請したが、フジテレビ側はフジサンケイ系の株の増資と恒久的なネットワーク協定を求めた。その後株主である朝日新聞社や相馬大作元酒田市長などの意向により、開局以来一貫してメインネットとしていたFNN/FNSを脱退し、ANN再加盟・フルネット局化を目指す動きが活発になった。そして1992年9月24日の臨時取締役会でFNN/FNSからANNへのネットチェンジが決定した。
その間、フジサンケイグループでは日枝久フジテレビ社長（当時）の首謀によるクーデターが起こり、鹿内信隆の婿養子の鹿内宏明は1992年7月にフジサンケイグループ議長を辞任して経営を追われることになるが、山形テレビ側から相談や申し入れがあれば支援を行う意向があったとされる日枝を中心とした新経営陣も、相馬元酒田市長など朝日新聞系の株主を中心としたネットチェンジへの動きを止めることはできなかった。

そして1993年3月31日をもってFNN/FNSを脱退し、ANNフルネット局へ移行した。
しかし、フジテレビはこれに異議を唱え、ペナルティとして1992年12月より4か月間、FNN/FNSネットワークセールス番組のスポンサーとの交渉を山形テレビだけ単独で行わせる（FNSでは岡山放送以来2例目）という事態になった。
ネットチェンジによって、山形テレビで放送していた日本テレビ系列の番組はNNN/NNS単独ネット局となった山形放送へ移動。逆に民教協および権利切れの再放送以外のテレビ朝日系列の番組が山形放送およびテレビユー山形から移動し、すでに山形テレビで放送されていた番組と併せて一本化されると同時に1980年から山形放送と山形テレビとの間で続いていた変則的なクロスネット状態は解消されたものの、山形県はフジテレビ系列の空白地域となった。フジテレビ系の番組は、1997年4月にさくらんぼテレビ（SAY）が開局するまで、基本的にテレビユー山形のみで一部の番組（『サザエさん』など）が番組販売やスポンサードネットで放送されたが、ネットされない番組は近隣の系列局である秋田テレビ・仙台放送・新潟総合テレビ・福島テレビのいずれかをアンテナ受信またはケーブルテレビにより視聴する場合が多かった。

#### 山形県域テレビ系列別放送時間
| 調査期間  | 日テレ | TBS    | フジ   | テレ朝 | テレ東 |
| --------- | ------ | ------ | ------ | ------ | ------ |
| 1989年4月 | 3913分 | 0474分 | 5884分 | 2530分 | 1215分 |
| 1990年4月 | 4012分 | 6808分 | 6213分 | 3162分 | 1222分 |
| 1992年4月 | 4391分 | 6740分 | 6245分 | 3320分 | 0883分 |
| 1993年4月 | 6412分 | 6093分 | 0234分 | 7500分 | 0713分 |
| 1994年4月 | 6000分 | 5376分 | 0204分 | 6257分 | 0458分 |
| 1995年4月 | 6265分 | 5672分 | 0377分 | 5478分 | 1089分 |
| 1996年4月 | 6635分 | 5862分 | 0414分 | 5913分 | 0979分 |
| 1998年4月 | 6457分 | 5937分 | 8062分 | 5940分 | 1120分 |

- 資料：社団法人民間放送テレビジョン中継回線運営センター[22][23][24][25][26][27][28][29]

### 福島県の事例

#### 福島県初の民放テレビ局開局に至るまで
福島県は当初はラジオ福島（rfc）が1957年にテレビ予備免許を取得するものの、1958年に失効してしまった。次いで（株）福島テレビ（現在の福島テレビは全くの別会社）が1960年に予備免許を取得したが、やはり1961年3月1日をもって免許が失効となり、開局できずに終わった。

この度重なる開局延期劇の背景には、福島民報社・福島民友新聞社という地元二大新聞社間の確執やその背後にある民報=毎日新聞社=TBSと民友=読売新聞社=日本テレビの関係、またこれらとは別の福島市対郡山市といった対立関係もあり、こうした福島県特有の事情があるため調整が難航していたからである。この視聴者不在の不毛な争いに終止符を打つべく、県が自ら調整に乗り出して誕生したのが福島テレビ株式会社（FTV）である。
1962年、テレビ免許割当に対する競願者が多数出たため、県と県議会が調停に入り、県を中心に設立し、翌1963年に開局した。県が設立した局であるため、「県営テレビ」と揶揄されたが、1局しかない強みを発揮して、ネットワークは特定のキー局によるフルネットによらず、オープンネットとなった。その後1966年4月1日にニュースネットのみNNNに加盟した。

一方、上記のように2度に渡って予備免許が失効し福島県における民放テレビ局が開局できなかったことへの不満や、福島テレビが県が50%の比率を持つ形で設立されたことに対して疑問視した郡山商工会議所青年部ら中心となって起した新免テレビ運動（県民テレビ運動）から1969年5月20日に郡山市で福島中央テレビ（FCT）が設立される。9社の予備免許申請社にはラジオ福島や福島民報も名乗りを上げていたが、当時の福島交通社長でワンマン経営や相次ぐ労使紛争で県民を騒がせた織田大蔵も申請していたことから、調整時に両社は織田と関わることを避けるため直ちに申請を取り下げた。このため、同社は申請を取り下げなかった福島民友や県民テレビ運動を支えてきた朝日新聞社をバックボーンとして翌年開局した。

#### 福島テレビ（FTV）・福島中央テレビ（FCT）間のネット交換
ただ、読売新聞社系列である福島民友新聞社が設立の母体に入っていながら、福島中央テレビは日本テレビとのネットワークを結ぶことができず、日本教育テレビ（NETテレビ、現在のテレビ朝日）系列とフジテレビ系列に入ることになった。これは、当時福島テレビ側がスポーツ中継などの人気番組がある日本テレビの番組を手放したがらず、また日本テレビ側もVHF局に固執していたからである（その頃日本テレビの粉飾決算が発覚し、ネット交換どころではなかったという事情もある）。しかし読売新聞側では福島テレビの公営テレビ的体質（県が50パーセントの株を持っているため）に危機感を持っており、純粋な民間企業の放送局である福島中央テレビを系列下に収めたかったようである。また、読売新聞社は長年の民報対民友の関係から、民友と日本テレビは民報と相乗りの福島テレビから手を引いて、福島中央テレビを盛り立てるべきだと考えていた。一方で福島中央テレビにはNETテレビに比べて視聴率面で強いフジテレビ系列の番組を多くネットしたくとも、朝日新聞社との関係からできる限り対等な立場でネットを組まなければならない悩みがあった。また朝日新聞社の力をバックとしてNETテレビは強硬にネット枠の拡大を迫っていた。こうした福島中央テレビと読売・民友側の利害が一致し、民友が持つ福島テレビの株式とフジサンケイグループが持つ福島中央テレビの株式を交換。こうしてネット交換が実現し、福島中央テレビは逆に読売資本をバックに、日本テレビ系列の番組を主軸に編成することが可能となった。
このため、1971年6月1日に、福島テレビはニュースネットワークをJNNに鞍替え加盟することになったが、同時にフジテレビ系列の番組ネットが福島中央テレビから再移動して、TBS系列・フジテレビ系列のクロスネットになった。ただしJNN協定は複数のニュースネットへの加盟を禁止している排他協定なのでFNNには加盟できなかった。このため、福島県から姿を消したり、ネット交換後も福島中央テレビで放送されたフジテレビ系列の番組が存在した。

#### 福島テレビ（FTV）のフジテレビ系列移行とテレビユー福島（TUF）開局
ただ、TBSとしては、福島テレビ株の保有比率が先の持株交換の結果、フジサンケイグループの30%余りに対してTBSは3%に満たなかったこと、開局当時からTBS系列の人気番組が徐々に減少し、福島テレビへの発言力が低下していたこと、極力、新聞社の影響のある局からは距離を置きたかったこと、開局時の地元新聞2社による主導権争いの影響で県が大株主となっていたことで、読売新聞同様TBSも福島テレビの公営テレビ体質に難色を示していることなどから、新規のテレビ局割当時に福島テレビから離れ、テレビユー福島開局に動いた。これを受け、福島テレビは1983年3月31日にJNNを脱退し、翌4月1日にFNNに再び鞍替え加盟した（FNSは1971年10月1日にFNSに加盟済み）。
講談社『月刊現代』2005年2月号に掲載された元TBS社長・濱口浩三の証言によると、濱口も福島中央テレビ開局直後の読売新聞社と同様に福島県が福島テレビの株式の過半数を保持していることを嫌っていた。また、大株主として小針暦二（当時福島民報・福島交通社長）が君臨しており、当時の社長はネットワークの件で小針と喧嘩になったこともあった。
濱口は、東京が大震災にで放送不能になった場合に、代わりになる系列局を福島に設立したほうがいいという考えから、独自の系列局の立ち上げを考え、まず、フジテレビ首脳に相談した。当時、新局の設立には田中角栄の影響力が強かったため、その後、日本テレビ・テレビ朝日も加わりキー4局で田中邸で協議した結果、田中角栄は3局目をテレビ朝日系列・4局目をTBS系列とする裁定を下した。この順番になった理由は、当初、TBSは既存のネットワーク25社で十分と判断しており、ネットワーク拡大の方針だったテレビ朝日より開局への動きが遅かったことに起因する。
テレビユー福島開局にあたっては、1982年12月20日の締め切り時点で予備免許申請社が166社に及び、その一本化調整が難航したため、FNN加盟後の1983年4月1日から9月30日までニュース番組を除いたTBS系列の番組が継続して福島テレビでネットされた。しかし、1983年5月11日に一本化調整を終え、会社設立や社屋と送信所等の建設を急ピッチで行ったものの、開局予定日の1983年10月1日には間に合わず、結果的に1983年12月4日開局に順延。そのため、10月1日から11月22日の試験放送（サービス放送）開始まで約2ヶ月間TBS系列の番組が中断される事態となった。

この時、一旦はテレビ朝日系列を「福島朝日放送」、TBS系列を「福島放送」とすることを予定していたが、当時の郵政省から「特定の新聞社（朝日新聞社）の名前を入れるのは好ましくない」と却下され、改めて、TBS・テレビ朝日が協議した結果、「福島放送」の名前をテレビ朝日系列へ譲り、TBS系列は「テレビユー福島」という社名に決まったという。

### その他、編成の大きな変更があった局
上記ネットチェンジ事例には含めていないが、主にクロスネットの解消時など、番組編成に大きな変更を伴った放送局を以下に列挙する。

#### 新潟県の事例
新潟総合テレビ（NST、現：NST新潟総合テレビ）については株主構成上などではフジサンケイグループ関連がメインだが、新潟テレビ21（NT21、後にUX）開局を前にしたANN離脱直前には総放送時間においてはテレビ朝日系列の方が上回っていた。
- かつて、新潟総合テレビは3系列のクロスネット局であった。社名の『総合』は、3系列のクロスネットの意味があり、3系列の放送時間が均等なクロスネット局であった。しかし、実態はフジテレビ・日本テレビ・NETテレビ→テレビ朝日系列の順に番組編成比率が高かった。3系列のクロスネットゆえにコンテンツの選択範囲が広かったうえ開局間もない事もあり、番組の自社制作には消極的であった。しかし、1981年4月1日のテレビ新潟（TNN、後にTeNY）開局に伴い、日本テレビ系列の番組を完全に手放す事になるが、この際、新潟放送（BSN）からテレビ朝日系列の番組が大量に移行し、フジテレビ・テレビ朝日両系列の放送比率が約6:4となり、実際の編成では一部打ち切られたフジテレビ系列の番組もある[注 46]。1983年10月1日の新潟テレビ21開局に伴い、フジテレビ系列シングルネット局となり[注 47]現在に至る。

#### 岡山県・香川県の事例
- 岡山放送（OHK）は1969年、関西テレビ・毎日放送などの出資により開局したため、フジテレビ系列に参加しつつ、NETテレビ系列とのクロスネットとなる。その後出資者間の内紛により1970年4月に一旦フジテレビ系列単独となったが、わずか半年後の同年10月にNETテレビ系列に復帰し再度クロスネットとなった。その後、1979年4月に郵政省がチャンネルプランを変更し、香川県とのエリア統合による系列整理で、香川県にはすでに開局からNETテレビ→テレビ朝日系列フルネット局の瀬戸内海放送が存在していたこともあり、再びフジテレビフルネット化し現在に至る。

#### 広島県の事例
- 広島テレビ（HTV）は開局からしばらくの間フジテレビ優勢のクロスネット局であったが、テレビ新広島（TSS）が開局した1975年に日本テレビ系列に一本化した。
  - 広島テレビは1964年時点でフジテレビ対日本テレビの番組制作比率が約2:1の割合であった。この時点では、中国放送（RCC・TBS系列）にもスポンサードネットを含むフジテレビ・日本テレビ系列の番組が相当数残り、中国放送を発局（一部裏送り）・制作協力局とする日本テレビ向けの番組（プロ野球・プロレス中継等）もあった（1967年まで土曜日の中国放送のゴールデンタイムの20・21時台は日本テレビと同時ネットであった）。
  - その後、1970年12月に広島県初のUHF局として開局した広島ホームテレビ（HOME。当時はUHT。NETテレビ→テレビ朝日系列）が、広島テレビからあぶれた日本テレビ系列とフジテレビ系列の一部番組を中国放送から引き継いだ一方、広島ホームテレビ開局後も中国放送で放送されたNETテレビ（腸捻転時代の毎日放送→腸捻転解消後の朝日放送制作を含む）・フジテレビ・日本テレビ系列の番組や、広島テレビで放送されたNETテレビ系列番組（主に腸捻転時代の毎日放送制作）が若干あるなど[注 48]ニュース以外の番組編成がやや混沌としていた。
    - 広島ホームテレビのゴールデンタイムの編成はNETテレビが主体であったが、火曜日と木曜日が日本テレビとの同時ネット、金曜日（20時台のみ）がフジテレビとの同時ネットであった。このため『巨泉×前武ゲバゲバ90分!』や『フジテレビ今週のヒット速報』や当該時間帯のプロ野球中継などは広島ホームテレビが放送していた。
    - 中国放送では、広島ホームテレビの開局後もNETテレビ系では『象印スターものまね大合戦』（NETテレビ。1973年3月31日に広島ホームテレビに移行）『テレビスター劇場』『狼・無頼控』→『幡随院長兵衛お待ちなせえ』→『もってのほか』（以上毎日放送）『料理手帖』（朝日放送・腸捻転時代から）等が、フジテレビ系では『世紀のびっくりショー』（フジテレビ）『白雪劇場』（関西テレビ。編成上の都合で広島テレビから移行）等が、日本テレビ系では『遠くへ行きたい』（読売テレビ）等が放送された。
    - 広島テレビでは、広島ホームテレビの開局後も『日曜/土曜お笑い劇場』（毎日放送。編成により、同趣旨の読売テレビ制作版『上方お笑い劇場』を系列内ネットした時期もあり）『魔女はホットなお年頃』（毎日放送）等のNET系番組が放送された。
    - こうした複雑なネット関係が影響して、上述の関西地区のネットチェンジの際には、中国放送から広島ホームテレビへ移行した朝日放送制作番組（『ワイドショー・プラスα』『必殺シリーズ』など）、広島ホームテレビおよび広島テレビから中国放送に移行した毎日放送制作番組（『野生の王国』『八木治郎ショー』『皇室アルバム』など）、ネットチェンジ前後を通じて中国放送で放送された毎日放送および朝日放送制作番組（毎日放送=『ヤングおー!おー!』など。朝日放送=『料理手帖』など）[注 49]とが混在した。

  - 1975年10月にテレビ新広島が開局して4局化が達成されたことで、番組編成も原則として系列ごとに整理された。ただし、中国放送が1978年に広島ホームテレビの編成から外れた『宇宙魔神ダイケンゴー』をテレビ朝日から番販購入して放送するなど、数年間は3局時代までの痕跡がわずかに残っていた。

#### 長崎県の事例
新潟総合テレビ同様、テレビ長崎（KTN）についても、株主構成上などではフジサンケイグループ関連がメインだが、長崎国際テレビ（NIB）開局を前にしたNNN離脱直前には総放送時間においては日本テレビ系列の方が上回っていた。
- ただし、クロスネット時の日本テレビ系列は2024年現在まで続くテレビ宮崎（UMK）と同様、ニュース番組供給部門のNNNのみ加盟。NNSは非加盟のため、当時一般番組で編成されていたクロスネットにおいては正式なものではない（一般番組供給部門はFNSのみ加盟）。また、1982年3月までNNNに加盟していたテレビ熊本（TKU）も、同じくNNSには加盟していなかった。
  - 一部の日本テレビ系の番組はTBS系列の長崎放送（NBC）でも同時ネットで放送されていたが、1984年3月をもって北陸放送（MRO）・信越放送（SBC）同様、TBS系列におけるローカル枠以外での他系列番組のゴールデンタイムでの同時ネットを取りやめ、その際、一部の番組がテレビ長崎へと移行した。
  - テレビ長崎は西日本新聞社と読売新聞グループ本社などが共同出資して設立し、九州地方（福岡・佐賀両県以外）のUHF第1局として開局したテレビ局のうち、唯一ANNには加盟しなかった。これは、朝日新聞の提携を理由に長崎放送がNETテレビ→テレビ朝日系の番組の優先権を譲らなかったためである。このため、1990年4月のANN系列局である長崎文化放送（NCC）開局まで、テレビ長崎で放送されたテレビ朝日系の番組はごく少数にとどまった。
- なお、テレビ長崎は現在のフジテレビ系列フルネット化後も、上記の名残から、読売新聞グループ本社が筆頭株主となっている一方、逆に現在のキー局のフジテレビ（フジ・メディア・ホールディングス名義）は長崎国際テレビの上位株主となっている。

#### 鹿児島県の事例
鹿児島テレビ放送（KTS）についても、株主構成上などではフジサンケイグループ関連がメインだが、1992年3月までは総放送時間において日本テレビ系列の方が上回っていた。
- 鹿児島テレビは、テレビ朝日系列の鹿児島放送（KKB）開局直後の1982年10月に日本テレビ優勢のクロスネット局となる。しかし、それから2年半後の1985年4月には日本テレビ・フジテレビ両系列の放送時間が均等なクロスネット局となり、鹿児島読売テレビ（KYT）の開局2年前の1992年4月からは段階的に日中と深夜帯を中心に大半の時間帯がフジテレビ系列の番組となっていった。
  - 鹿児島テレビは資本上、フジサンケイグループの出資比率が高い。開局当初は新潟総合テレビ・テレビ大分（TOS）同様、3系列の番組をほぼ均等に放送していたが、その頃はフジテレビ優勢の時期が長く、また実際の編成では開局当初のプライムタイムは日本テレビが若干優勢であるも、少なくとも1972年以降はフジテレビ系列優勢となり、1979年の編成ではフジテレビ：日本テレビ：テレビ朝日が5:3:2となった。
  - その後、1980年代初頭までのフジテレビの低迷や巨人戦中継の確保もあり、鹿児島放送の開局1年半前の1981年4月改編からは日本テレビ系列主体の編成に移行し、1982年10月1日に鹿児島放送が開局した直後からはTBS系列の南日本放送（MBC）で放送の日本テレビ系番組の大半を移動。翌1983年10月改編ではプライムタイムの日本テレビ：フジテレビ両系列の放送比率約7：3の体制を組み、さらに日テレ色を強調した。
  - ところが、1982年以降の一般番組においてフジテレビが復調した一方、日本テレビが低迷するという系列キー局の形勢が逆転する現象が起き、視聴率回復を目指す鹿児島テレビもそのあおりを受け、1985年3月まで4年間取り続けた日本テレビ系列重視型の体制は事実上失敗した（同期間中、地元視聴者からフジテレビ系番組のネット時間が少ないことへの度重なる苦情が寄せられていた）。
  - その結果、鹿児島放送の開局からわずか2年半で実に3度ものプライムタイム改編を余儀なくされる事態に見舞われ、1985年4月改編からは日本テレビ・フジテレビ両系列とも、同時間帯の放送比率を5：5（14時間ずつ）に均等化。同改編以降も総放送時間において日本テレビ系列メインネットの体制が続くが、当該系列番組の一部打ち切りもあり、鹿児島放送の開局直後のように極端に日本テレビ系列の放送時間を増やすことはなくなる。さらにフジテレビ系列の番組も南日本放送からの一部移動が行われ、その後の改編で年を追うごとに増え続ける。
  - 一方、メインネットの日本テレビ系列は段階を踏んで放送時間が減少傾向へと転ずる。第4局（後の鹿児島読売テレビ）の開局内定により、1992年4月の改編以降は平日・土日とも、ローカルセールス枠を中心に日本テレビ系列の放送枠を大量に撤廃（そのうち『全日本プロレス中継』と『サスペンス劇場』は暫定的に南日本放送に移行）し、日本テレビ系列の遅れネットも少なくなり、フジテレビ系列に比重を置いた編成へと変化していく。
  - 1992年10月の改編を最後にフジテレビ系列メインネットの体制へと完全に移行し、この改編により、『サザエさん』[注 50]の本放送版を除いた南日本放送で放送されたフジテレビ系列の番販ネットは実質的に廃止された。この時は『新伍&紳助のあぶない話』のみが直接鹿児島テレビに同時ネットで移行され、それ以外は原則打ち切りとなった。
  - 1994年4月1日に鹿児島読売テレビが開局したことにより、フジテレビ系列シングルネット化が完了した[注 51]。
  - なお、西日本新聞社と読売新聞グループ本社が共同出資して設立し、九州地方（福岡・佐賀両県以外）のUHF第1局として開局したテレビ局のうち、NNSに加盟していたことのある局は、テレビ大分[注 52]と鹿児島テレビの2局のみである。

## ラジオ局
ラジオ関西
NRN（1965年3月発足時加盟）→独立局（1978年3月）
プロ野球中継において、関西唯一の読売ジャイアンツ戦をメインとした編成とするため、ラジオ関東（→アール・エフ・ラジオ日本）と優先してネット関係を組むことになった。しかし、当時の読売新聞とラジオ関東、さらには読売ジャイアンツ戦の中継権に絡んで、NRNのキー局である文化放送やニッポン放送とその系列局との原則との反逆にあたることからNRNを追放された。ただし、完全な断絶というわけではなく現在まで一部番組の供給関係は続いている。
栃木放送
独立局（1963年4月開局）→NRN系列（1978年4月）
独立局として開局し、LuckyFM茨城放送と同じく、AMラジオとしては最後発局だった。ラジオ関西と入れ替わる形でNRNに加盟したが、NRN加盟当初の編成は、火曜から土曜までのプロ野球中継（ナイター中継）とオフシーズンの同時間帯を除いて、自社制作番組を主体としたローカル編成はそのままだった。1995年7月よりオールナイトニッポンのネットを開始した。
エフエム沖縄
独立局（1958年2月開局・極東放送として）→JFN系列（1984年9月）
アメリカ合衆国による沖縄統治下で、AM宗教放送局「極東放送」として開局した。沖縄の日本復帰により、日本の法律では宗教放送が認められていなかったため極東放送の名称のまま民間放送局となった。ラジオ関東（→アール・エフ・ラジオ日本）の番組のほか、1973年10月からはエフエム東京とネットワーク関係を締結し、一部番組や時報スポンサーの供給をAM局のまま受けた。その後、郵政省が先行4局以外にもFM局免許を交付する方針に転換したことや、モスクワ放送（当時）との混信に悩まされていたこともあり、FM局として現在の局名に転換し、社名を変更した。正式にJFNにも加盟した。
エフエム大分
独立局（1990年10月開局）→JFN系列（1991年10月）
独立局として開局し、自社制作番組に首都圏の各独立局の番組を織り交ぜた編成としていたが、経営上の問題から1年でJFNに加盟した。
LuckyFM茨城放送
独立局（1963年4月開局）→NRN系列（2001年4月）
隣県の栃木放送と同じく、AMラジオとしては最後発局だったが、栃木放送は1978年に加盟したのに対し、長らく独立局でローカル番組を編成の主とし、一部番組販売によりネット番組も放送していた。2001年に深夜放送の開始とオールナイトニッポンのネット開始にともない、NRNに加盟した。
Kiss FM KOBE
独立局（1990年10月開局）→JFN系列→独立局（2010年5月）→JFN系列（2010年11月）
阪神・淡路大震災以降の経営悪化を理由に2003年にJFNに加盟した。加盟後は兵庫県内の大部分（エフエム大阪などが聴取できる地域を除く）で初めてJFN系列の番組が聴取できるようになった。
しかし、経営権の混乱などにより、2010年にJFNから除名処分を受けた。現在は旧会社から経営譲渡された新会社がJFNに再加盟している。
エフエム富士（FM-FUJI→FM FUJI）
JFN系列（1988年8月開局）→独立局（1992年10月）
東京方面向けに大出力中継局を設けるなど、山梨県域FM局にとらわれない姿勢が見られ、事実開局前からJFNに加盟するか、独立局となるかが社内で揺れ動いた。最終的にJFN加盟で開局したものの、4年でJFNを自主脱退し、現在に至る。
FM PORT
JFL系列局（2000年12月開局）→独立局
加盟後間もなく離脱した。自社制作番組を中心に、ラジオ日本やNACK5等からのネット番組を織り交ぜた編成だった。経営悪化により2020年6月30日で閉局した。
InterFM897
MegaNet（1999年12月発足時加盟）→JFN系列（特別加盟局）
外国語放送局として開局したが、その経営は安定せず、何度か経営権の変更を経験している。2020年9月にJFNの番組制作会社であるジャパンエフエムネットワーク（JFNC）の完全子会社（その後の第三者割当増資により2021年6月現在は筆頭株主として34.9%所有）となり、JFNの特別加盟局となった。2021年4月以降は自社制作番組のJFN系列局へのネットも開始しているほか、在阪局との関係では、エフエム大阪との相互ネット番組が多く編成されている一方、FM COCOLOとのネット関係は解消された。InterFM897自身はMegaNet離脱を正式発表していないが、MegaNet加盟局であるLOVE FMのMegaNetにかかわる記述からはInterFM897は削除されているほか、日本民間放送連盟のホームページでは2025年2月現在、MegaNetに関する記述が無くなっている。